# Quai du Moulin-de-Cage
Le quai du Moulin-de-Cage, à Gennevilliers et Villeneuve-la-Garenne, borde la Seine, et se situe face au quai de l'Aéroplane de L'Île-Saint-Denis.

## Origine du nom

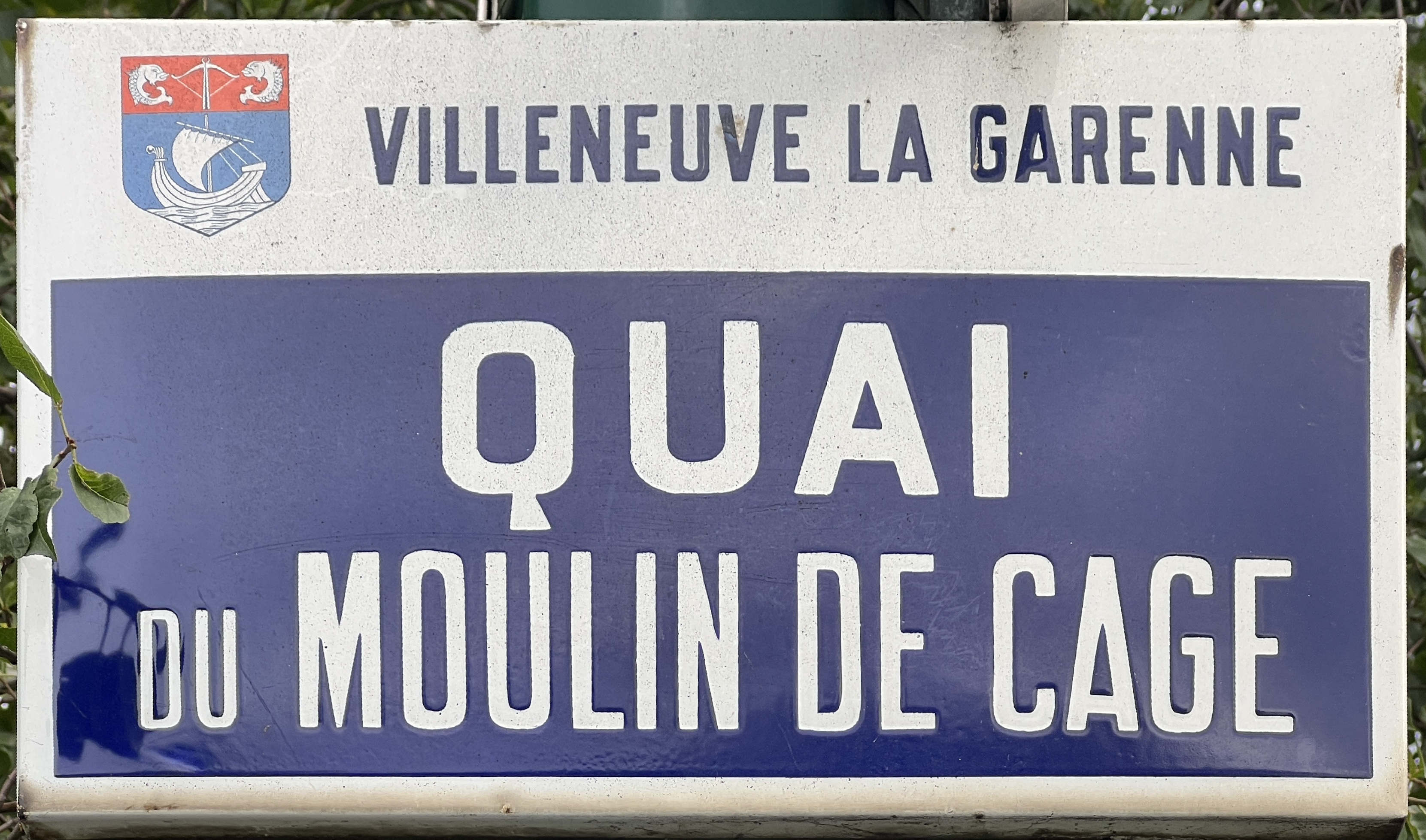
Plaque du quai à Villeneuve-la-Garenne.

Il tire son nom du moulin de cage, attesté en 1518, cité par Émile Zola dans son roman Thérèse Raquin, et le porte depuis 1930 au moins. Le toponyme « Cage » pourrait venir du vieux mot celte cai ou caie, qui signifiait digue.
Il est à noter que sur l'Île-Saint-Denis se trouvent, approximativement de l'autre côté de la Seine, le quai du Moulin, le quai du Moulin-prolongé et la place du Moulin-de-Cage.

## Historique

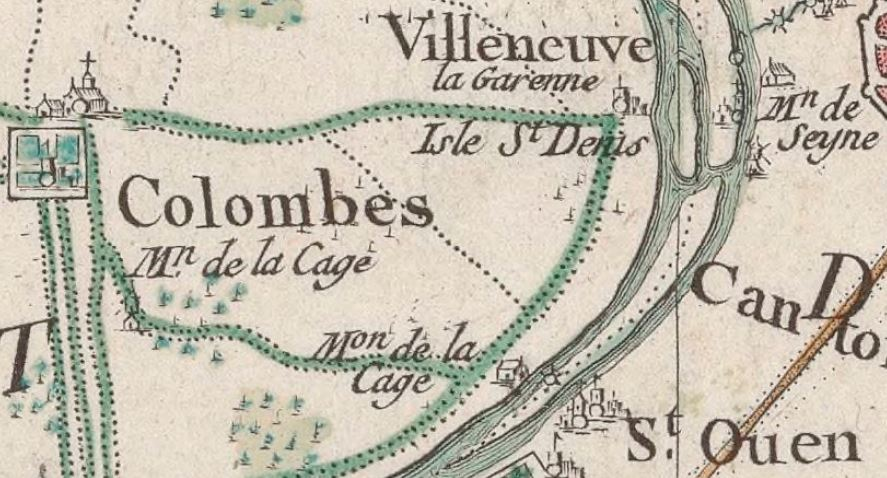
Le moulin de la Cage sur la carte de Cassini, au XVIIIe siècle.

Ce moulin destiné à la meunerie, construit sur pilotis au bord de l'île du Châtelier qui fait maintenant partie de l'Île Saint-Denis, barrait le petit bras de la Seine face à Gennevilliers. Il cessa d’être exploité en 1856.
Pendant la guerre franco-allemande de 1870, les Prussiens étant proche de la plaine de Gennevilliers, l'armée française afin de protéger Paris déboisa les deux îles, détruisit le pont de Saint-Ouen et incendia le moulin le 12 septembre 1870,.
Le 7 août 1918, durant la Première Guerre mondiale, un obus lancé par la Grosse Bertha explose au 43, quai du Moulin-de-Cage.
En 1949, le quai reste fidèle à sa vocation céréalière avec l'installation d'une usine de pâtes alimentaires (semoulerie) dite usine des pâtes Bertrand, puis semoulerie de Bellevue Coop, actuellement filiale du groupe Panzani, et dont les bâtiments, situés à l'angle de l'avenue Louis-Roche sont inscrits à l'Inventaire général du patrimoine culturel,.

## Bâtiments remarquables et lieux de mémoire

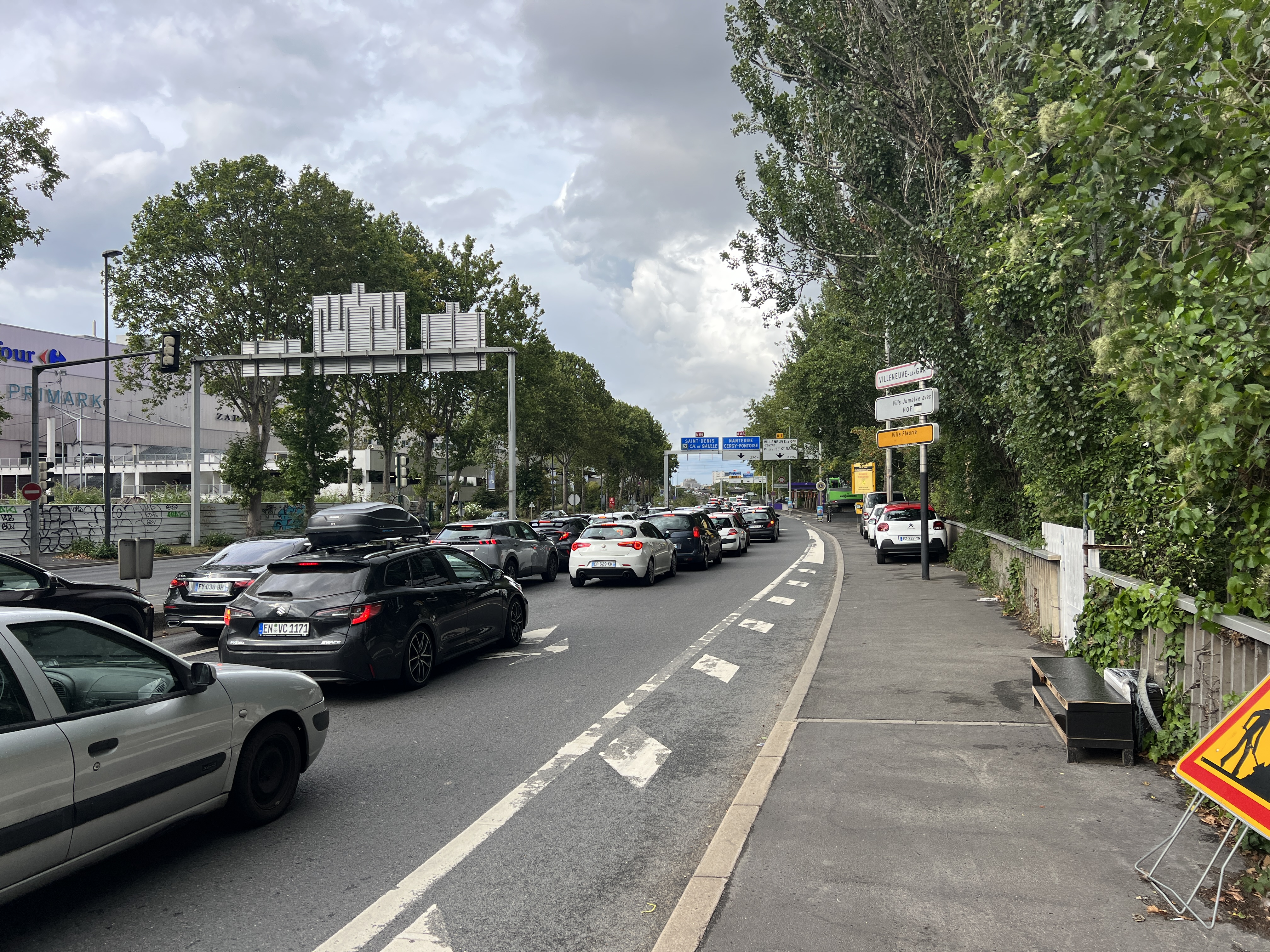
Le quai à la limite entre Gennevilliers et Villeneuve-la-Garenne.

- Centre commercial Qwartz ouvert en avril 2014.